# Anstisia alba
Az Anstisia alba a kétéltűek (Amphibia) osztályának békák (Anura) rendjébe, a Myobatrachidae családba, azon belül az Anstisia nembe tartozó faj.

## Előfordulása
Ausztrália endemikus faja. Nyugat-Ausztrália államban, a Blackwood folyótól északra és nyugatra, a Margaret River és Augusta között, rendkívül korlátozott és töredezett területen honos. Elterjedési területének mérete körülbelül 130 km², a faj által ténylegesen lakott terület kisebb mint 2,5 km².
Az Anstisia alba a Leeuwin-Naturaliste Nemzeti Parkban valamint Forest Grove-ban és Witchcliffe SF-ben is megtalálható. A faj elterjedési területének nagy része magántulajdonban lévő földeken található.

## Megjelenése
Kis termetű békafaj, testhossza elérheti a 25 mm-t. Háta barna vagy szürke, középen mindkét oldalon sötétbarna dudorok határozott soraival. A hasa fehér, halványsárga árnyalattal. Pupillája vízszintes elhelyezkedésű, a szivárványhártya sötétbarna. Ujjai között nincs úszóhártya, ujjai végén nincsenek korongok. A fiatal egyedek hasa fekete, fémes kék foltokkal.

## Életmódja
Tél végétől a nyár elejéig szaporodik. A petéket kis csomókban rakja le a szárazföldön, a növényzet által takart nedves tőzegtalajban lévő üregekbe. Az ebihalak testhossza elérheti az 1,5 cm-t, barna színűek, fémes, élénk kék foltokkal. Soha nem úsznak a vízben; ehelyett az összetört tojászselé belsejében fejlődnek, kizárólag saját szikanyaggal táplálkoznak, és körülbelül egy-három hónap alatt fejlődnek békává.

## Természetvédelmi helyzete
A vörös lista a súlyosan veszélyeztetett fajok között tartja nyilván. A faj számára az erdőirtás, a legeltetés és az ismétlődő tüzek jelentenek komoly veszélyt. A szaporodásra alkalmas patakrendszerek mintegy 70%-át az európaiak letelepedése óta tönkre tették, ennek következtében a populációk eltűntek. A faj kis őshonos elterjedési területe radikálisan lecsökkent és súlyosan feldarabolódott. A legtöbb populáció kicsi, a 61 ismert populációból 48-ban 50 vagy annál kevesebb egyed található.
Az 1992-1997 közötti időszakból három populációra vonatkozóan állnak rendelkezésre hosszú távú, párzó hímeken alapuló populációmegfigyelési adatok. A populációk mérete ebben az időszakban változó volt. A Forest Grove-nál 1994-ben 121 párzó hím volt a legnagyobb megfigyelt egyedszám A jelenlegi megfigyelések alapján a faj teljes felnőtt populációjának legjobb becslése a becsült hímek számának kétszerese.
Több védett területen megtalálható.